# Take Ionescu
Take Ionescu (Ploiești, 25 ottobre 1858 – Roma, 2 giugno 1922) è stato un politico e giornalista rumeno, ministro degli Esteri della Romania dal 13 giugno 1920 al 16 dicembre 1921 e successivamente primo ministro dal 18 dicembre 1921 al 19 gennaio 1922.